# Apolipoprotein D
Apolipoprotein D (APOD) je protein kojeg kod čovjek kodira gen APOD.
Protein nalazimo u krvi čovjek kao dio lipoproteinskih čestica lipoproteina velike gustoće (HDL). Radi se o glikoproteinu procjenjene molekularne težine 33kDa, usko povezanim s enzimom lecitin kolesterol aciltransferaza, koji sudjeluje u metabolizmu lipida.